# Nazionale maschile di calcio del Canada
La nazionale di calcio del Canada, in inglese Canada men's national soccer team, è la rappresentativa calcistica del Canada a livello internazionale ed è posta sotto la giurisdizione della Canadian Soccer Association.
Vanta come migliore risultato la vittoria del campionato CONCACAF/Gold Cup nel 1985 e nel 2000, risultando quindi l'unica nazionale diversa da Messico e Stati Uniti ad aver vinto tale competizione da quando ha cambiato formula e denominazione nel 1990. Ha inoltre partecipato a due edizioni del campionato mondiale e alla Confederations Cup nel 2001, venendo eliminata in tutti i casi nella fase a gironi, oltre che ad una Copa América, giungendo quarta.
Nella classifica mondiale della FIFA, istituita nell'agosto 1993, il Canada ha raggiunto quale migliore piazzamento il 31º posto attuale, mentre il peggiore piazzamento è il 122º posto occupato nell'agosto e nell'ottobre 2014.

## Storia
La nazionale canadese fu istituita ufficialmente il 7 giugno 1924, giorno dell'esordio ufficiale. In tale data si disputò a Brisbane un'amichevole contro l'Australia, che terminò con il risultato di 3-2 in favore dei padroni di casa. Nel 1885 una selezione di calciatori canadesi giocò un'amichevole a Newark (Stati Uniti) contro una selezione di calciatori statunitensi, anche se queste due selezioni non possono essere ritenute nazionali maggiori, dato che in quell'anno non esistevano né la Federazione calcistica del Canada né quella degli Stati Uniti.
La nazionale canadese partecipò per la prima volta alle qualificazioni mondiali nel 1958, in occasioni del campionato del mondo di Svezia, ma non riuscì nell'impresa di qualificarsi.
Negli anni ottanta la nazionale visse il proprio periodo migliore: nel 1985 vinse per la prima volta il campionato CONCACAF (competizione antenata della Gold Cup) dove, battendo l'Honduras per 2-1 all'ultima giornata, ottenne la prima storica qualificazione a un campionato mondiale di calcio, in programma l'anno successivo in Messico. Va inoltre sottolineato che solo due anni prima la nazionale olimpica canadese aveva partecipato ai Giochi olimpici di Los Angeles, dove, grazie a prestazioni di buon livello, riuscì a raggiungere i quarti di finale.
Al mondiale di Messico 1986 il Canada, inserito nel girone C assieme a Francia, Ungheria e Unione Sovietica, nonostante il buon gioco espresso, perse tutte le partite (1-0 contro la Francia e 2-0 contro l'Ungheria e contro l'Unione Sovietica), uscendo al primo turno.
Durante le qualificazioni al campionato CONCACAF 1989 fu eliminato a sorpresa dal Guatemala; la mancata partecipazione a questo torneo precluse al Canada l'opportunità di qualificarsi al campionato del mondo 1990.
Nelle qualificazioni al campionato del mondo 1994 il Canada si classificò al secondo posto del girone finale, alle spalle del Messico. Secondo il regolamento stabilito dalla FIFA i canadesi dovettero accedere ad un doppio spareggio interzona: la nazionale dovette per prima cosa affrontare l'Australia (vincitrice del girone oceaniano) in uno scontro di andata e ritorno; la vincitrice di questo spareggio avrebbe poi affrontato l'Argentina (seconda classificata nel gruppo A delle qualificazioni sudamericane), sempre in uno scontro andata e ritorno. Il Canada non affrontò mai l'Argentina, perché fu eliminato nella partita precedente: nell'incontro d'andata la nazionale canadese si impose per 2-1, ma il ritorno venne vinto dall'Australia, sempre per 2-1; si procedette quindi alla battuta dei calci rigore dove i canadesi vennero sconfitti.
Il resto degli anni novanta non si dimostrò migliore per la nazionale canadese, dato che venne caratterizzato da scarsi risultati ottenuti nella Gold Cup e dalla mancata qualificazione al mondiale di Francia 1998; nel corso delle qualificazioni a Francia 1998 il Canada arrivò a giocare il turno dell'esagonale, cioè il girone finale a sei squadre delle eliminatorie CONCACAF.
La nazionale canadese ebbe tuttavia una lieve ripresa all'inizio degli anni 2000, quando vinse la Gold Cup 2000, aggiudicandosi il secondo titolo continentale: durante questa edizione la selezione del Canada batté in finale la Colombia per 2-0. Il Canada era allenato dal tedesco Holger Osieck, mentre Carlo Corazzin fu il capocannoniere della competizione e Craig Forrest fu eletto miglior giocatore del torneo. Grazie alla vittoria ottenuta, la nazionale si qualificò alla Confederations Cup 2001, dove venne eliminata al primo turno, avendo rimediato, nel corso della competizione, due sconfitte (contro Giappone e Camerun) e ottenuto un pareggio (contro il Brasile), risultati che fruttarono appena un punto.
Nella Gold Cup 2002 la nazionale canadese ottenne il terzo posto dopo aver battuto la Corea del Sud (nazionale invitata dalla CONCACAF) per 2-0 nella "finalina"; Lars Hirschfeld fu eletto miglior portiere della competizione.
Nella Gold Cup 2007 il Canada destò una buona impressione, vincendo due partite nel gruppo A e qualificandosi ai quarti di finale, dove sconfisse il Guatemala con un secco 3-0; successivamente la squadra fu battuta per 2-1 ed eliminata in semifinale dai futuri vincitori degli Stati Uniti.
Due anni più tardi, sempre in Gold Cup, il Canada, inserito nel gruppo A, vinse due partite e ne pareggiò una, si qualifica così ai quarti di finale, dove fu estromesso dall'Honduras, che vinse per 1-0; Michael Klukowski e Julián de Guzmán furono eletti, rispettivamente, miglior difensore e miglior centrocampista del torneo.
Nelle edizioni 2011 e 2013 il Canada fu eliminato al primo turno.
Durante il secondo turno delle qualificazioni al campionato mondiale del 2014, i Canucks, inseriti nel gruppo D, vinsero agevolmente il girone con 14 punti ottenuti su 18 disponibili e senza subire sconfitte, approdando così alla terza fase. Qui, inseriti nel gruppo C, i canadesi fallirono l'approdo all'esagonale per solo un punto.
Nell'edizione del 2015 della Gold Cup, la nazionale della foglia d'acero fu nuovamente eliminata al primo turno con una sconfitta e due pareggi, concludendo ultima a due punti e con il singolare record di zero gol fatti ed un gol subito in tre partite.
Raggiunti i quarti di finale nella Gold Cup 2017, la squadra fallì la qualificazione al campionato del mondo 2018 e alla fase finale della CONCACAF Nations League 2019-2020.
Grazie a una nuova generazione di talenti, tra cui Alphonso Davies e Jonathan David, e l'istituzione del primo campionato canadese di calcio professionistico, la Canadian Premier League, la nazionale compì notevoli progressi. Vinto il girone di prima fase delle qualificazioni nord e centramericane al campionato del mondo 2022 con quattro successi in altrettante partite, superò agevolmente l'Honduras nel doppio spareggio, approdando all'esagonale, l'ultimo turno delle eliminatorie della CONCACAF, per la prima volta dal 1997.
Non avendo subito sconfitte nelle prime undici partite di questo turno, concluse l'anno solare 2021 da capoclassifica, con una vittoria contro il Messico che mancava da vent'anni e al quarantesimo posto del ranking FIFA, migliore piazzamento dei canadesi nella graduatoria, compiendo un balzo di trentadue posizioni rispetto a dodici mesi prima. La qualificazione a Qatar 2022 fu ottenuta nel marzo seguente, a due giornate dalla fine del girone: il Canada tornò dopo trentasei anni nella fase finale di un mondiale. La partecipazione al torneo qatariota si rivelò, tuttavia, fallimentare, con la squadra sconfitta in tutte e tre le partite della fase a gironi, contro Belgio (0-1), Croazia (1-4) e Marocco (1-2), ed eliminata al primo turno.
Nella CONCACAF Nations League 2022-2023 la squadra raggiunse la finale, la prima in ventitré anni, e fu poi sconfitta dagli Stati Uniti per 2-0. Pur priva di numerose stelle, la nazionale canadese raggiunse poi i quarti di finale della Gold Cup 2023, dove perse ai rigori contro gli Stati Uniti; si chiuse così la gestione di Herdman. La panchina fu affidata ad interim a Mauro Biello, che guidò la squadra nei quarti di finale della CONCACAF Nations League 2023-2024, dove la nazionale della foglia d'acero si arrese alla Giamaica, vittoriosa per 2-3 al ritorno in trasferta dopo aver perso per 1-2 in casa. A causa della disfatta la squadra dovette giocare uno spareggio contro Trinidad e Tobago per assicurarsi un posto nella Coppa America 2024, che vinse per 2-0.
Nel maggio 2024 subentrò sulla panchina del Canada l'allenatore Jesse Marsch, che esordì con una sconfitta per 4-0 contro i Paesi Bassi e un pari a reti bianche contro la Francia in due amichevoli di lusso giocate in trasferta. Nel girone di Coppa America, all'esordio assoluto nella competizione, dopo la sconfitta per 2-0 contro l'Argentina, il Canada ottenne una vittoria contro il Perù (1-0) e un pari contro il Cile (0-0), avanzando come seconda classificata alla fase a eliminazione diretta, dove eliminò Venezuela ai quarti di finale (1-1 dopo novanta minuti, 4-3 dopo i tiri di rigore), per poi essere eliminato dall'Argentina in semifinale (0-2). Il torneo fu chiuso al quarto posto a causa della sconfitta nella finale di consolazione contro l'Uruguay (2-2 dopo novanta minuti, 4-3 ai tiri di rigore). Nella Gold Cup 2025 il Canada fu eliminato dal Guatemala ai tiri di rigore ai quarti di finale.

## Palmarès
- Campionato CONCACAF/Gold Cup: 2

1985, 2000
- Campionato nordamericano: 1

1990

## Partecipazioni ai tornei internazionali
Per approfondire vai a Canada - Risultati internazionali 1885-1999.

Legenda: Grassetto: Risultato migliore, Corsivo: Mancate partecipazioni

## Rosa attuale
Lista dei giocatori convocati per la CONCACAF Gold Cup 2025.
Presenze e reti aggiornate al 29 giugno 2025, al termine della gara dei quarti di finale contro il Guatemala, dopo la quale sono stati eliminati dalla competizione.
| 16 | P | Maxime Crépeau      | 11 aprile 1994   | 25 | 0  | Portland Timbers     |  |  |
| 1  | P | Dayne St. Clair     | 9 maggio 1997    | 15 | 0  | Minnesota Utd        |  |  |
| 18 | P | Jonathan Sirois     | 27 giugno 2001   | 0  | 0  | CF Montréal          |  |  |
|    |   |                     |                  |    |    |                      |  |  |
| 2  | D | Alistair Johnston   | 8 ottobre 1998   | 56 | 1  | Celtic               |  |  |
| 3  | D | Zorhan Bassong      | 7 maggio 1999    | 5  | 0  | Sporting K.C.        |  |  |
| 4  | D | Kamal Miller        | 16 maggio 1997   | 50 | 0  | Portland Timbers     |  |  |
| 5  | D | Joel Waterman       | 24 gennaio 1996  | 10 | 0  | CF Montréal          |  |  |
| 13 | D | Derek Cornelius     | 25 novembre 1997 | 35 | 0  | Olympique Marsiglia  |  |  |
| 15 | D | Luc de Fougerolles  | 12 ottobre 2005  | 7  | 0  | Fulham               |  |  |
| 22 | D | Richie Laryea       | 7 gennaio 1995   | 64 | 1  | Toronto FC           |  |  |
| 26 | D | Jamie Knight-Lebel  | 24 dicembre 2004 | 3  | 0  | Crewe Alexandra      |  |  |
|    |   |                     |                  |    |    |                      |  |  |
| 6  | C | Mathieu Choinière   | 7 febbraio 1999  | 18 | 0  | Grasshoppers         |  |  |
| 7  | C | Stephen Eustáquio   | 21 dicembre 1996 | 50 | 4  | Porto                |  |  |
| 8  | C | Ismaël Koné         | 16 giugno 2002   | 31 | 3  | Olympique Marsiglia  |  |  |
| 14 | C | Jacob Shaffelburg   | 26 novembre 1999 | 27 | 6  | Nashville            |  |  |
| 17 | A | Tajon Buchanan      | 8 febbraio 1999  | 51 | 8  | Villarreal           |  |  |
| 19 | A | Nathan-Dylan Saliba | 7 febbraio 2004  | 6  | 2  | CF Montréal          |  |  |
| 20 | C | Ali Ahmed           | 10 ottobre 2000  | 17 | 0  | Vancouver Whitecaps  |  |  |
| 21 | C | Jonathan Osorio     | 12 giugno 1992   | 86 | 9  | Toronto FC           |  |  |
| 23 | C | Niko Sigur          | 9 settembre 2003 | 9  | 1  | Hajduk Spalato       |  |  |
|    |   |                     |                  |    |    |                      |  |  |
| 9  | A | Cyle Larin          | 17 aprile 1995   | 86 | 30 | Maiorca              |  |  |
| 10 | A | Jonathan David      | 14 gennaio 2000  | 68 | 36 | Lilla                |  |  |
| 11 | A | Daniel Jebbison     | 11 luglio 2003   | 5  | 0  | Bournemouth          |  |  |
| 12 | A | Tani Oluwaseyi      | 15 maggio 2000   | 15 | 2  | Minnesota Utd        |  |  |
| 24 | A | Promise David       | 3 luglio 2001    | 4  | 2  | Union Saint-Gilloise |  |  |
| 25 | A | Jayden Nelson       | 6 settembre 2002 | 8  | 2  | Vancouver Whitecaps  |  |  |

## Record individuali

### Classifica presenze
Di seguito viene proposta la classifica generale delle presenze nella nazionale di calcio del Canada, limitatamente alle prime dieci posizioni. Il primatista assoluto è Atiba Hutchinson con 105 incontri disputati nel periodo di militanza in nazionale.

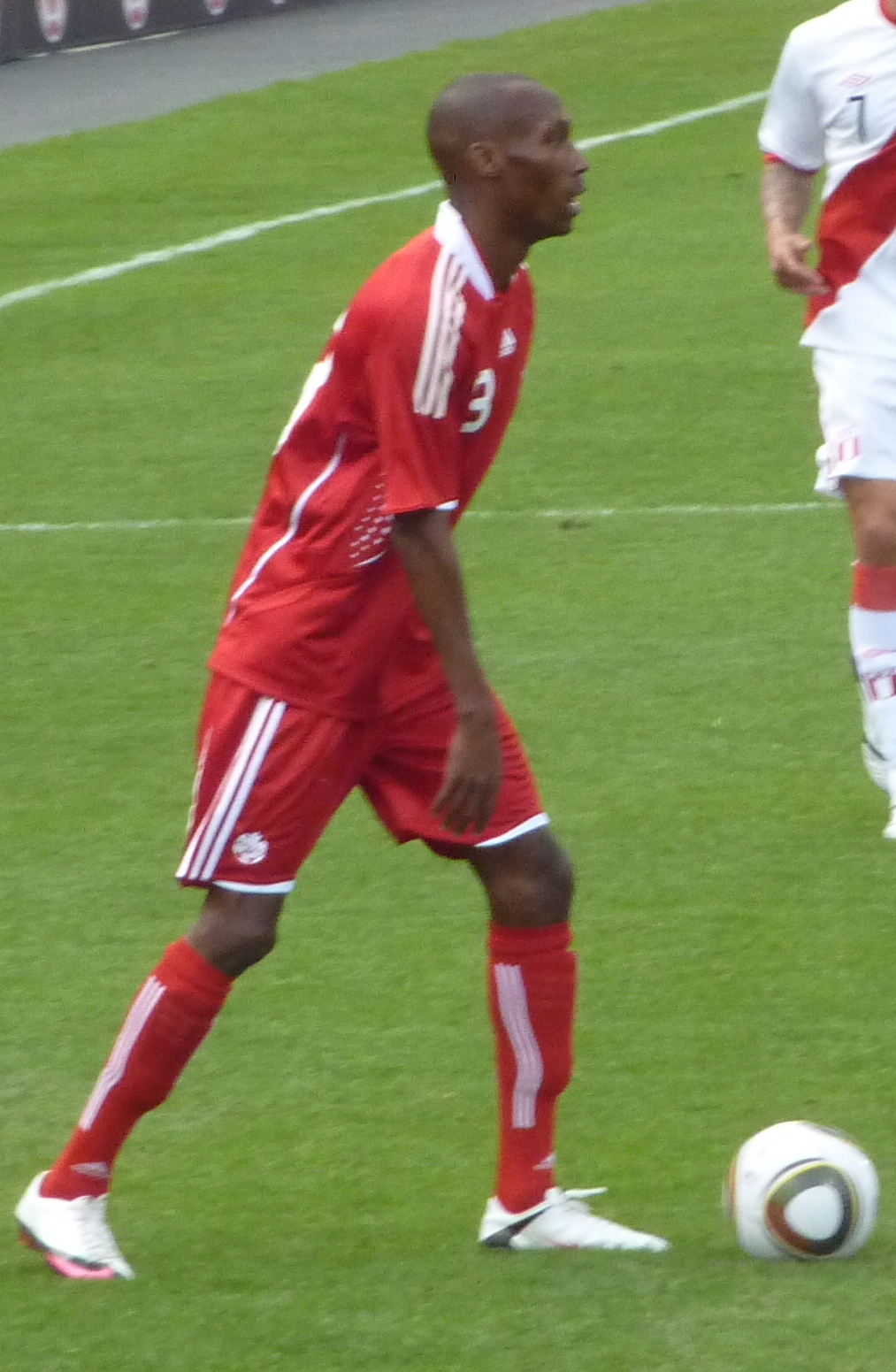
Atiba Hutchinson

Dati aggiornati al 29 giugno 2025.
| Pos. | Calciatore        | Pres. | Reti | Periodo   |
| ---- | ----------------- | ----- | ---- | --------- |
| 1    | Atiba Hutchinson  | 105   | 9    | 2003-2023 |
| 2    | Julián de Guzmán  | 89    | 5    | 2002-2016 |
| 3    | Jonathan Osorio   | 86    | 9    | 2013-     |
| 3    | Cyle Larin        | 86    | 30   | 2014-     |
| 5    | Paul Stalteri     | 84    | 7    | 1997-2010 |
| 6    | Randy Samuel      | 82    | 0    | 1983-1997 |
| 7    | Dwayne De Rosario | 81    | 22   | 1998-2015 |
| 7    | Milan Borjan      | 81    | 0    | 2011-2023 |
| 9    | Mark Watson       | 78    | 3    | 1991-2004 |
| 10   | Samuel Piette     | 69    | 0    | 2012-     |

### Classifica marcatori
Di seguito viene proposta la classifica generale dei marcatori nella nazionale di calcio del Canada, limitatamente alle prime dieci posizioni. Il primatista assoluto è Jonathan David con 36 reti realizzate nel periodo di militanza in nazionale.

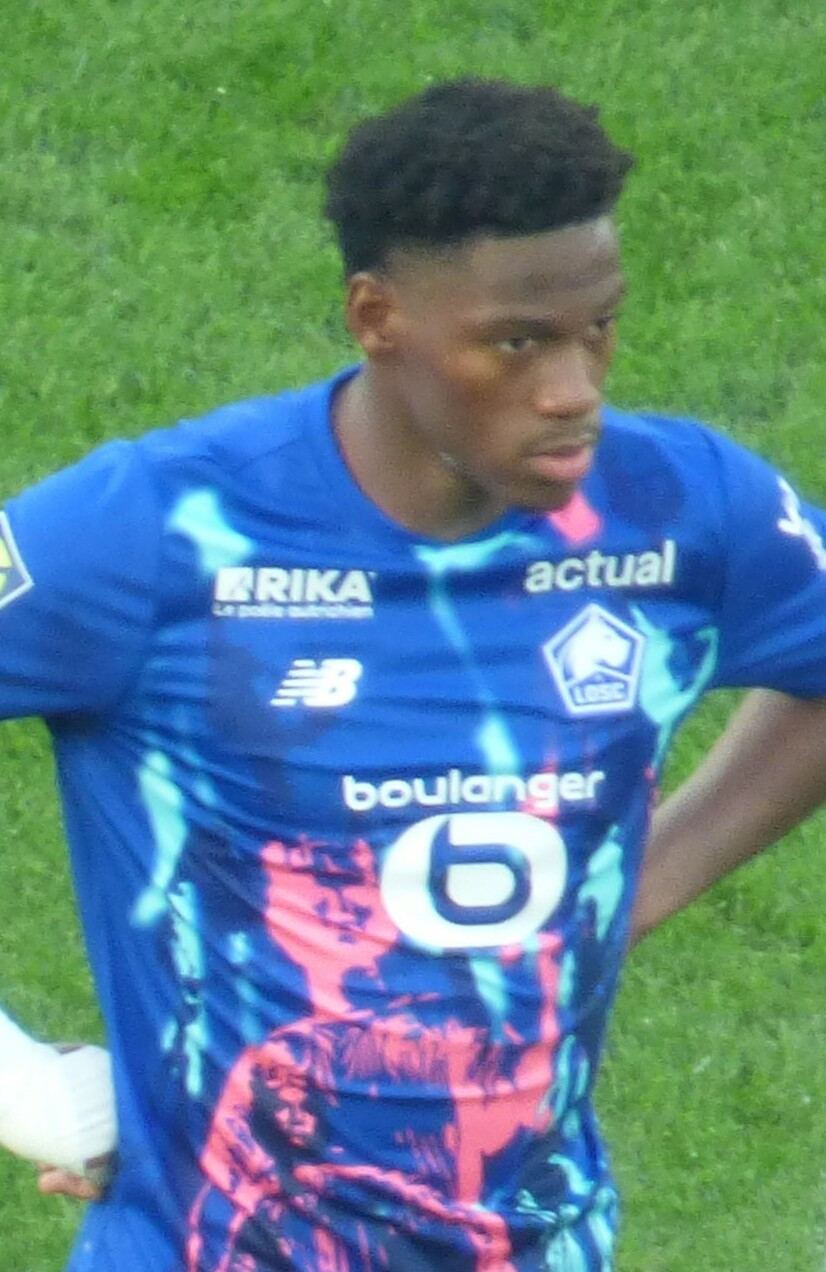
Jonathan David

Dati aggiornati al 29 giugno 2025.
| Pos. | Calciatore        | Reti | Pres. | Periodo   |
| ---- | ----------------- | ---- | ----- | --------- |
| 1    | Jonathan David    | 36   | 68    | 2018-     |
| 2    | Cyle Larin        | 30   | 86    | 2014-     |
| 3    | Dwayne De Rosario | 22   | 81    | 1998-2015 |
| 4    | Dale Mitchell     | 19   | 55    | 1980-1993 |
| 4    | Lucas Cavallini   | 19   | 40    | 2012-2023 |
| 6    | John Catliff      | 18   | 44    | 1984-1994 |
| 7    | Tosaint Ricketts  | 17   | 59    | 2011-2020 |
| 7    | David Hoilett     | 17   | 65    | 2015-     |
| 9    | Alex Bunbury      | 16   | 66    | 1986-1997 |
| 10   | Ali Gerba         | 15   | 31    | 2005-2011 |
| 10   | Alphonso Davies   | 15   | 58    | 2017-     |

## Commissari tecnici
- Don Petrie (1957)
- Peter Dinsdale (1968-1970)
- Frank Pike (1970-1973)
- Eckhard Krautzun (1973-1977)
- Barrie Clarke (1979-1981)
- Tony Waiters (1981-1985)
- Bruce Wilson ad interim (1985)
- Tony Waiters (1985-1986)
- Bob Bearpark (1986-1987)
- Tony Taylor (1988-1989)
- Bob Lenarduzzi (1989-1990)
- Tony Waiters (1990-1992)
- Bob Lenarduzzi (1992-1997)
- Bruce Twamley ad interim (1998)
- Holger Osieck (1999-2003)
- Colin Miller ad interim (2003)
- Frank Yallop (2004-2006)
- Stephen Hart ad interim (luglio 2006-giugno 2007)
- Dale Mitchell (giugno 2007-marzo 2009)
- Stephen Hart ad interim (aprile 2009-dicembre 2009)
- Stephen Hart (dicembre 2009-ottobre 2012)
- Colin Miller ad interim (gennaio 2013)
- Tony Fonseca ad interim (marzo 2013)
- Colin Miller ad interim (maggio 2013-luglio 2013)
- Benito Floro (agosto 2013-settembre 2016)
- Michael Findlay ad interim (settembre 2016-gennaio 2017)
- Octavio Zambrano (marzo 2017-gennaio 2018)
- John Herdman (gennaio 2018-agosto 2023)
- Mauro Biello (agosto 2023-2024)
- Jesse Marsch (2024-)

## Tutte le rose

### Mondiali
Coppa del Mondo FIFA 19861 Lettieri, 2 Lenarduzzi, 3 Wilson, 4 Ragan, 5 Moore, 6 Bridge, 7 Valentine, 8 Gray, 9 Šegota, 10 Vrablic, 11 Sweeney, 12 Samuel, 13 Pakos, 14 Mitchell, 15 James, 16 Ion, 17 Norman, 18 Lowery, 19 De Luca, 20 Miller, 21 Habermann, 22 Dolan, CT: Waiters
Coppa del Mondo FIFA 20221 St. Clair, 2 Johnston, 3 Adekugbe, 4 Miller, 5 Vitória, 6 Piette, 7 Eustáquio, 8 Fraser, 9 Cavallini, 10 Hoilett, 11 Buchanan, 12 Ugbo, 13 Hutchinson, 14 Kaye, 15 Koné, 16 Pantemis, 17 Larin, 18 Borjan, 19 Davies, 20 David, 21 Osorio, 22 Laryea, 23 Millar, 24 Wotherspoon, 25 Cornelius, 26 Waterman, CT: Herdman

### Gold Cup
CONCACAF Gold Cup 19911 Forrest, 2 Yallop, 3 Miller, 4 Līmniatīs, 5 Samuel, 6 Bridge, 7 Valentine, 8 Lowery, 9 Mitchell, 10 Catliff, 11 Majcher, 12 Gilbert, 13 Munson, 14 Watson, 15 Diotte, 16 Gilfillan, 17 Fletcher, 18 Marini, 20 Dolan, CT: Waiters
CONCACAF Gold Cup 19931 Forrest, 2 Yallop, 3 Concina, 4 Dasovic, 5 Samuel, 6 Miller, 7 Līmniatīs, 8 Hooper, 9 Bunbury, 10 Aunger, 11 Scott, 12 Peschisolido, 13 Thompson, 14 Mobilio, 15 Berdusco, 16 Watson, 18 Onstad, CT: Lenarduzzi
CONCACAF Gold Cup 19961 Forrest, 2 Dolan, 3 Fletcher, 4 Fenwick, 5 Carter, 6 Fraser, 7 Miller, 8 Yallop, 9 Aunger, 10 Dugas, 11 Holness, 12 Hooper, 13 Kouzmanis, 14 Līmniatīs, 15 Bunbury, 16 Corazzin, 17 Radzinski, 18 Thompson, CT: Lenarduzzi
CONCACAF Gold Cup 20001 Forrest, 2 Fenwick, 3 Fletcher, 4 Menezes, 5 de Vos, 6 Bircham, 7 Stalteri, 8 Dasovic, 9 Corazzin, 10 Xausa, 11 Brennan, 12 Clarke, 13 Watson, 14 Bent, 15 Hastings, 16 Kusch, 17 Peschisolido, 18 Thomas, 21 Nash, 22 Onstad, 24 De Rosario, CT: Osieck
CONCACAF Gold Cup 20021 Hirschfeld, 3 Rogers, 4 Menezes, 5 de Vos, 6 Bent, 7 Stalteri, 8 Dasovic, 10 Xausa, 11 Brennan, 13 Fletcher, 14 Imhof, 15 Hastings, 16 de Guzmán, 17 De Rosario, 18 Nsaliwa, 19 Poźniak, 20 McKenna, 23 Stamatopoulos, CT: Osieck
CONCACAF Gold Cup 20031 Onstad, 2 Fenwick, 3 Hastings, 4 Pizzolitto, 5 de Vos, 6 Bent, 7 Stalteri, 8 Imhof, 9 Corazzin, 10 McKenna, 11 Nash, 12 Dasovic, 13 Xausa, 14 Hutchinson, 15 Cañizalez, 16 Poźniak, 17 Hume, 22 Hirschfeld, CT: Osieck
CONCACAF Gold Cup 20051 Sutton, 2 Braz, 3 Poźniak, 4 McKenna, 5 Gervais, 6 Bernier, 7 Hume, 8 Serioux, 9 Gerba, 10 Occéan, 11 Brennan, 12 Grande, 13 Hutchinson, 14 De Rosario, 15 Simpson, 16 Leduc, 17 Peters, 18 Dodds, 19 Franks, CT: Yallop
CONCACAF Gold Cup 20071 Sutton, 2 Braz, 3 Jazić, 4 Reda, 5 Hainault, 6 de Guzmán, 7 Stalteri, 8 Harmse, 9 Friend, 10 Gerba, 11 Hastings, 12 Gervais, 13 Hutchinson, 14 De Rosario, 15 Bernier, 16 Nash, 17 Hume, 18 Nakajima-Farran, 19 Ribeiro, 20 Poźniak, 21 Ledgerwood, 22 Onstad, 23 Giacomi, CT: Hart
CONCACAF Gold Cup 20091 Sutton, 2 Cann, 3 Klukowski, 4 Hainault, 5 McKenna, 6 de Guzmán, 7 Stalteri, 8 de Jong, 9 Gerba, 10 Johnson, 11 Hastings, 12 Nakajima-Farran, 13 Hutchinson, 14 Jaković, 15 Simpson, 16 Jackson, 17 Peters, 18 Wagenaar, 19 Harmse, 20 Bernier, 21 Poźniak, 22 Stamatopoulos, 23 Gbeke, CT: Hart
CONCACAF Gold Cup 20111 Hirschfeld, 2 Ledgerwood, 3 Klukowski, 4 McKenna, 5 Hainault, 6 de Guzmán, 7 Dunfield, 8 Johnson, 9 Friend, 10 Gerba, 11 Simpson, 12 Pacheco, 13 Hutchinson, 14 De Rosario, 15 Edgar, 16 Ricketts, 17 Jackson, 18 Borjan, 19 de Jong, 20 Peters, 21 Beaulieu-Bourgault, 22 Al-Shaïbani, 23 Nakajima-Farran, CT: Hart
CONCACAF Gold Cup 20131 Hirschfeld, 2 Ledgerwood, 3 Morgan, 4 Porter, 5 Edgar, 6 de Guzmán, 7 Teibert, 8 Johnson, 9 Ricketts, 10 Jackson, 11 Haber, 12 Nakajima-Farran, 13 Pacheco, 14 Piette, 15 Bekker, 16 Edwini-Bonsu, 17 de Jong, 18 Borjan, 19 Straith, 20 Henry, 21 Osorio, 22 Thomas, 23 Alemán, CT: Miller
CONCACAF Gold Cup 20151 Hirschfeld, 2 Ledgerwood, 3 Morgan, 4 Hainault, 5 Edgar, 6 de Guzmán, 7 Teibert, 8 Bekker, 9 Ricketts, 10 Jackson, 11 Haber, 12 Jaković, 13 Osorio, 14 Piette, 15 Straith, 16 Tissot, 17 de Jong, 18 Roberts, 19 Pacheco, 20 Ouimette, 21 Larin, 22 Stamatopoulos, 23 Akindele, CT: Floro
CONCACAF Gold Cup 20171 Crépeau, 2 Aird, 3 James, 4 Adekugbe, 5 Jaković, 6 Piette, 7 Teibert, 8 Arfield, 9 Cavallini, 10 Hoilett, 11 Ricketts, 12 Davies, 13 Edwards, 14 Kaye, 15 Straith, 16 Jackson-Hamel, 17 de Jong, 18 Borjan, 19 Vitória, 20 Bernier, 21 Osorio, 22 Leutwiler, 23 Petrasso, 24 Larin, CT: Zambrano
CONCACAF Gold Cup 20191 Leutwiler, 2 Brault-Guillard, 3 Morgan, 4 Cornelius, 5 Johnson, 6 Piette, 7 Teibert, 8 Arfield, 9 Larin, 10 Hoilett, 11 Millar, 12 Davies, 13 Hutchinson, 14 Kaye, 15 Henry, 16 Okello, 17 Miller, 18 Borjan, 19 Cavallini, 20 David, 21 Osorio, 22 Crépeau, 23 Godinho, CT: Herdman
CONCACAF Gold Cup 20211 St. Clair, 2 Johnston, 3 Pasher, 4 Miller, 5 Vitória, 6 Piette, 7 Eustáquio, 8 Fraser, 9 Cavallini, 10 Hoilett, 11 Corbeanu, 12 Buchanan, 13 Sturing, 14 Kaye, 15 Henry, 16 Crépeau, 17 Larin, 18 Leutwiler, 19 Gutiérrez, 20 Paton, 21 Osorio, 22 Laryea, 23 Akinola, 24 Akindele, CT: Herdman
CONCACAF Gold Cup 20231 St. Clair, 2 Brault-Guillard, 3 Fraser, 4 Miller, 5 Vitória, 6 Zator, 7 Nelson, 8 Wotherspoon, 9 Cavallini, 10 Hoilett, 11 Millar, 12 Loturi, 13 Shaffelburg, 14 Bombito, 15 McGraw, 16 McGill, 17 Russell-Rowe, 18 Borjan, 19 Brym, 20 Ahmed, 21 Osorio, 22 Laryea, 23 Kennedy, 24 Sirois, CT: Herdman
CONCACAF Gold Cup 20251 St. Clair, 3 Bassong, 4 Miller, 5 Waterman, 6 Choinière, 8 Koné, 9 Larin, 10 J. David, 11 Jebbison, 12 Oluwaseyi, 14 Shaffelburg, 15 de Fougerolles, 16 Crepeau, 17 Buchanan, 18 McGill, 19 Saliba, 20 Ahmed, 21 Osorio, 22 Laryea, 23 Sigur, 24 P. David, 25 Nelson, 26 Knight-Lebel, CT: Marsch

### Confederations Cup
FIFA Confederations Cup 20011 Forrest, 2 Clarke, 3 Watson, 4 Menezes, 5 de Vos, 6 Bent, 7 Stalteri, 8 Dasovic, 9 Corazzin, 10 Xausa, 11 Brennan, 12 Onstad, 13 Fletcher, 14 Imhof, 15 Hastings, 16 Kusch, 17 De Rosario, 18 Nsaliwa, 19 Peschisolido, 20 McKenna, 21 Bircham, 23 Franks, CT: Osieck

### Copa América
Copa América 20241 St. Clair, 2 Johnston, 3 de Fougerolles, 4 Miller, 5 Waterman, 6 Piette, 7 Eustáquio, 8 Koné, 9 Larin, 10 David, 11 Bair, 12 Russell-Rowe, 13 Cornelius, 14 Shaffelburg, 15 Bombito, 16 Crépeau, 17 Buchanan, 18 McGill, 19 Davies, 20 Ahmed, 21 Osorio, 22 Laryea, 23 Millar, 24 Choinière, 25 Oluwaseyi, 26 Hiebert, CT: Marsch

### Giochi olimpici
NOTA: Per le informazioni sulle rose successive al 1948 visionare la pagina della Nazionale olimpica.